# تینده‌فین
تینده‌فین (به هلندی: Tiendeveen) یک منطقهٔ مسکونی در هلند است که در هوخه‌فین واقع شده‌است. تینده‌فین ۸۰۰ نفر جمعیت دارد.